# 이행이익
이행이익(履行利益)이란 이미 유효하게 성립된 채권의 존재를 전제로 하여 채무자가 채무의 내용에 좇은 이행을 하지 않았기 때문에 채권자가 입은 손해를 말한다. 전부 타인권리의 매매에 있어서는 이행이익을 배상할 수 있다고 봄이 판례의 태도이다.

## 같이 보기
- 신뢰이익
- 담보책임
- 손해배상